# Desmoscolex algivorus
Desmoscolex algivorus is een rondwormensoort uit de familie van de Desmoscolecidae. De wetenschappelijke naam van de soort is voor het eerst geldig gepubliceerd in 1985 door Coomans, Vincx & Decraemer.